# Jerzy Riegel
Jerzy Riegel (ur. 10 stycznia 1931 w Bydgoszczy, zm. 25 października 2019 tamże) – polski artysta fotograf. Członek Okręgu Kujawsko-Pomorskiego Związku Polskich Artystów Fotografików.

## Życiorys
Jerzy Riegel mieszkał i pracował w Bydgoszczy, fotografował od 1948 roku. W latach 1948–1962 pracował jako fotochemigraf w Zakładach Graficznych Wydawnictw Szkolnych i Pedagogicznych; w Bydgoszczy. Od roku 1962 do 1972 był pracownikiem Drukarni Map Pomorskiego Okręgu Wojskowego w Bydgoszczy. W 1965 roku został mistrzem fotografii reprodukcyjnej. W 1967 roku został przyjęty w poczet członków Okręgu Kujawsko-Pomorskiego Związku Polskich Artystów Fotografików, z siedzibą (od 1975 roku) w Toruniu; wprowadzony przez Edwarda Hartwiga (legitymacja nr 343). W 1972 roku ponownie podjął pracę w Zakładach Graficznych Wydawnictw Szkolnych i Pedagogicznych w Bydgoszczy, gdzie pracował do 1988 roku. Od 1987 roku był rzeczoznawcą Ministerstwa Kultury i Sztuki do spraw fotografii.
Jerzy Riegel był autorem lub współautorem wystaw fotograficznych; indywidualnych, zbiorowych; krajowych i międzynarodowych. Uprawiał fotografię analogową, tradycyjną w zakresie pejzażu, portretu, scen rodzajowych oraz dokumentacji fotograficznej Bydgoszczy. Szczególne miejsce w twórczości Jerzego Riegla zajmowała izohelia. Prowadził spotkania, prelekcje, sympozja, warsztaty fotograficzne. Był przewodniczącym lub członkiem jury konkursów fotograficznych.
W 2007 roku został laureatem Nagrody Artystycznej prezydenta Bydgoszczy. W 2017 był jednym z wyróżnionych „Bydgoskim Autografem” (odsłonięciem podpisu, tabliczki z autografem, w Alei Bydgoskich Autografów, na ul. Długiej) za zasługi w promocji Bydgoszczy w kraju i za granicą.
Fotografie Jerzy Riegla znajdują się w zbiorach Muzeum Okręgowego w Bydgoszczy oraz Muzeum Okręgowego w Toruniu.
30 października 2019 pochowany na cmentarzu przy ul. Ludwikowo w Bydgoszczy.

## Odznaczenia
- Złota Odznaka Zawodowego Pracownika Poligrafii (1980);
- Medal w Służbie Oświaty (1985);
- Srebrny Medal „Zasłużony Kulturze Gloria Artis” (2017)[11][29][30];

Źródło.

## Wystawy
- „V Biennale Fotografików” (Gdańsk 1971);
- „40 lat izohelii” (Wrocław, Warszawa 1973);
- „Izohelie”; Mała Galeria ZPAF (Toruń 1977);
- „Wystawa fotografii artystycznej”; Centrum Sztuki Współczesnej (Sofia 1978);
- „Izohelie V”; Stadt Kabinet Kulturerbe (Magdeburg 1983);
- „Fotografika”; Dom Kultury (Hawirzow, Czechy 1992);
- „Bydgoszcz w izohelii” (Kopenhaga 1998);

Źródło.

## Publikacje (albumy)
- „Bydgoszcz minionego wieku”[32][33];
- „Bydgoszcz Jerzego Riegla i poetów”[34];
- „Technika, alchemia i sztuka. O fotografii Jerzego Riegla” (2015)[22];

Źródło.